# 大洞緑テレビ中継局
大洞緑テレビ中継局（おおほらみどりテレビちゅうけいきょく）は、かつて岐阜県岐阜市にあった地上アナログテレビの中継局である。2011年7月24日のアナログ放送終了とともに廃止された。

## 中継局概要
| チャンネル | 放送局名             | 空中線電力          | ERP                 | 放送対象 地域 | 放送区域 内世帯数 |
| 49ch       | GBS 岐阜放送         | 映像100mW/ 音声25mW | 映像280mW/ 音声70mW | 岐阜県        | 約300世帯         |
| 51ch       | CTV 中京テレビ放送   | 映像100mW/ 音声25mW | 映像280mW/ 音声70mW | 中京広域圏    | 約300世帯         |
| 53ch       | NBN 名古屋テレビ放送 | 映像100mW/ 音声25mW | 映像280mW/ 音声70mW | 中京広域圏    | 約300世帯         |
| 55ch       | THK 東海テレビ放送   | 映像100mW/ 音声25mW | 映像280mW/ 音声70mW | 中京広域圏    | 約300世帯         |
| 57ch       | CBC 中部日本放送     | 映像100mW/ 音声25mW | 映像280mW/ 音声70mW | 中京広域圏    | 約300世帯         |
| 59ch       | NHK 岐阜総合         | 映像100mW/ 音声25mW | 映像280mW/ 音声70mW | 岐阜県        | 約300世帯         |
| 61ch       | NHK 名古屋教育       | 映像100mW/ 音声25mW | 映像280mW/ 音声70mW | 全国          | 約300世帯         |

### 所在地
- 岐阜市大洞桐ヶ丘4丁目6番2号の大洞緑公園北方

## 歴史
- 1979年2月26日 開局。
- 2011年7月24日 全局廃局となった。

## 放送エリア
- 岐阜市の北部と山県市の中心部をカバーしていた。